# Brikena Smajli
Brikena Smajli, née en 1970 à Shkodër en Albanie, est une poète de langue albanaise.

## Biographie
Brikana Smajli  fait des études de langues et de lettres à l'Université de Tirana et se spécialise dans la poésie anglaise. Elle est diplômée en langue et littérature albanaises à l'université de Shkodër.
Elle vit actuellement à Shkodër où elle enseigne, écrit et traduit de la poésie. Dans ses recherches, elle s'intéresse tout particulièrement au poète albanais Naim Frashëri. Elle a pour l'instant publié deux recueils.

## Ouvrages publiés
- Të fundit vdesin ulkonjat (En dernier meurent les louves), poésie, Shkodër, 1997
- Përditë ndërtoj shtëpi me ashkla, (chaque jour, je construis ma maison avec des brindilles), poésie, Tirana, 2006  (ISBN 99943-883-4-7)

## Ouvrages traduits en français
- Chaque jour je bâtis ma maison avec des copeaux, Poème trad. par Élisabeth Chabuel, Éditions Imprévues, Collection «Accordéons», 2015